# Otto Gleiß
Otto Ludwig Friedrich August Gleiß (* 19. Dezember 1841 in Glückstadt; † 15. September 1906 in Jevenstedt) war ein deutscher Pastor und Übersetzer.

## Leben
Gleiß studierte Theologie und wurde 1869 ordiniert. Er war zunächst als Prädikant in Dänischenhagen und Adjunkt in Oldenburg in Holstein tätig. Als Pastor der Schleswig-Holsteinischen Landeskirche wirkte er ab 1872 in Westerland auf Sylt, ab 1879 in Hamberge, ab 1888 in Jevenstedt.
Otto Gleiß übersetzte Werke aus dem Norwegischen, Schwedischen, Dänischen und Französischen, u. a. von Zacharias Topelius, Meïr Aron Goldschmidt und Sophus Heegaard. Seine Übersetzung von Søren Kierkegaards „Entweder – Oder“ (1885, mit Alexander Michelsen) machte den dänischen Philosophen größeren Kreisen zugänglich, nachdem das Interesse in Deutschland erst 1879 durch Georg Brandes’ Buch „Sören Kierkegaard – ein literarisches Charakterbild“  geweckt worden war.